# 聖彌額爾總領天使教堂 (佩魯賈)
聖彌額爾總領天使教堂（義大利語：Chiesa di San Michele Arcangelo）是位於義大利中部城市佩魯賈的一座教堂。這座教堂始建於5世紀至6世紀時期。